# Radical 199
El radical 199, representado por el carácter "麥" y que significa "trigo" es 1 de los 6 radicales Kangxi (214 radicales en total) que están compuestos de 11 trazos.
En el diccionario de Kangxi hay 131 caracteres (de entre 49.030) que se pueden encontrar bajo este radical.

## Galería
| Estilos antiguos                                 | Estilos antiguos                  | Estilos antiguos                        | Estilos antiguos                   | Estilos antiguos                   | Estilos empleados actualmente       | Estilos empleados actualmente  | Estilos empleados actualmente    | Estilos empleados actualmente   | Estilos empleados actualmente  |
|                                                  |                                   |                                         |                                    |                                    |                                     | 麥                             | 麦                               |                                 |                                |
| 甲骨文 jiǎgǔwén (escritura de huesos oraculares) | 金文 jīnwén (escritura de bronce) | 简帛 jiǎnbó (escritura de bambú y seda) | 篆文 zhuànwén (escritura de sello) | 篆文 zhuànwén (escritura de sello) | 隸書 lìshū (estilo de los escribas) | 楷書 kǎishū (estilo regular)   | 楷書 kǎishū (estilo regular)     | 行書 xǐngshū (estilo corriente) | 草書 cǎoshū (estilo de hierba) |
| 甲骨文 jiǎgǔwén (escritura de huesos oraculares) | 金文 jīnwén (escritura de bronce) | 简帛 jiǎnbó (escritura de bambú y seda) | 大篆 dàzhuàn (sello grande)        | 小篆 xiǎozhuàn (sello pequeño)     | 隸書 lìshū (estilo de los escribas) | 繁體／繁体 fántǐ (tradicional) | 简体／簡體 jiǎntǐ (simplificado) | 行書 xǐngshū (estilo corriente) | 草書 cǎoshū (estilo de hierba) |

## Caracteres con el radical 199
| Trazos | carácter       |
| ------ | -------------- |
| + 0    | 麥 麦          |
| + 3    | 麧             |
| + 4    | 麨 麩 麪 麫 麸 |
| + 5    | 麬 麭 麮       |
| + 6    | 麯 麰          |
| + 7    | 麱 麲          |
| + 8    | 麳 麴 麹 麺    |
| + 9    | 麵             |
| + 11   | 麶             |
| + 18   | 麷             |